# Nicolas Régnier
Nicolas Régnier, zw. Niccolò Renieri (ur. 1591 w Maubeuge, zm. 1667 w Wenecji) – francuski malarz okresu baroku, caravaggionista, kolekcjoner sztuki.
Był uczniem Abrahama Janssensa w Antwerpii. W l. 1615-20 przebywał w Rzymie, gdzie uczył się u Bartolomea Manfrediego. Później pracował w Wenecji. Jego twórczość wykazuje silne wpływy malarstwa włoskiego.

## Wybrane dzieła

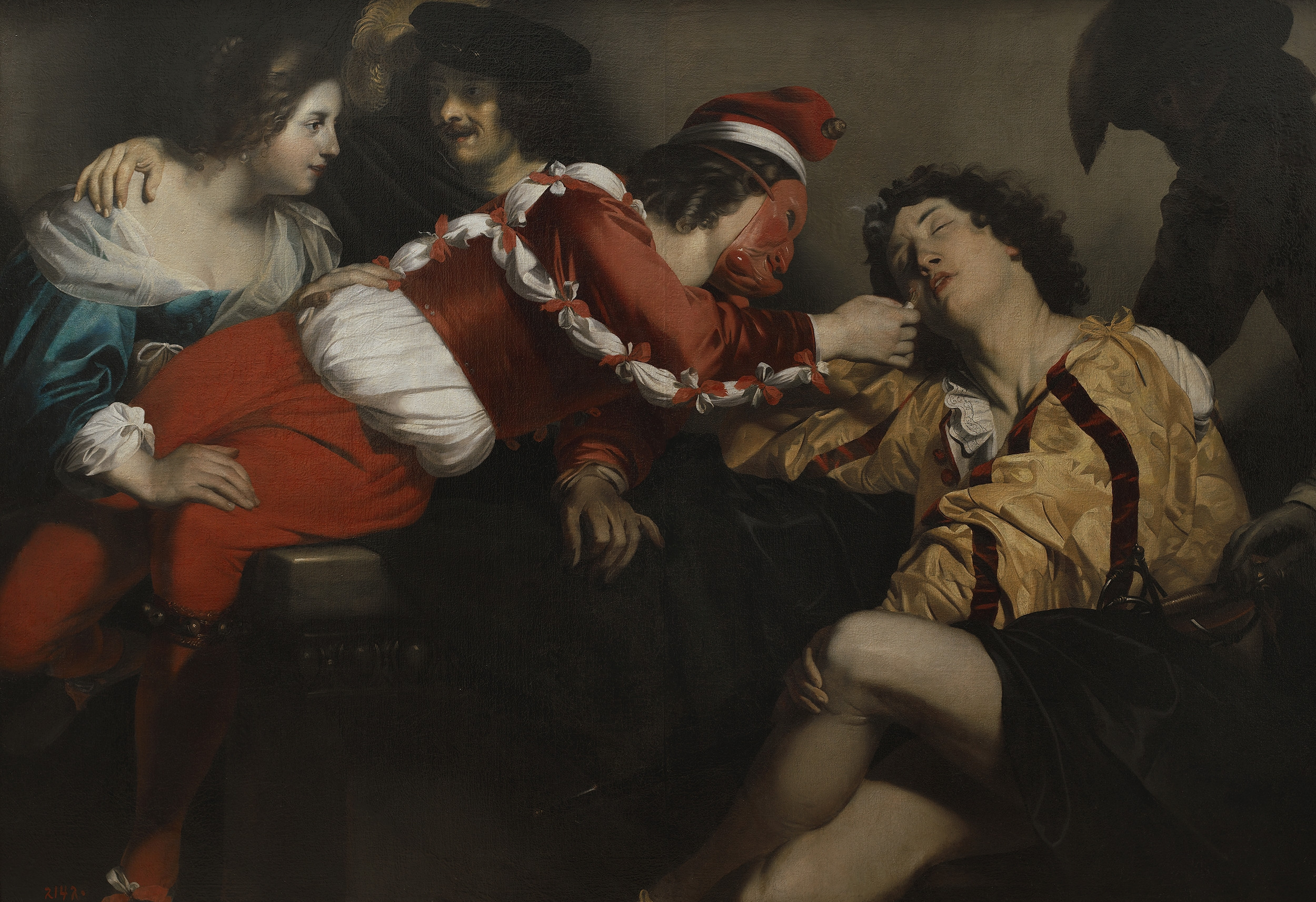
Nicolas Régnier, Scena karnawałowa (1630), Muzeum Pałacu Króla Jana III w Wilanowie

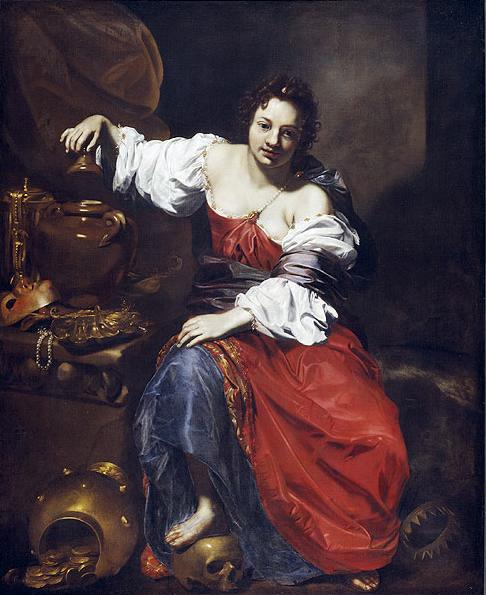
Nicolas Régnier, Alegoria Vanitas (Pandora) (ok. 1626)

- Alegoria Vanitas (Pandora) (ok. 1626),
- Amnon i Tamar – Stuttgart, Staatsgalerie,
- Dawid – Rzym, Galleria Spada,
- Dawid z głową Goliata – Dijon, Musée des Beaux-Arts,
- Gracze w karty – Budapeszt, Muzeum Sztuk Pięknych,
- Koncert – Ryga, Muzeum Sztuki Obcej,
- Scena karnawałowa (Budzenie śpiącego młodzieńca za pomocą palącego się knota) (1630) - Warszawa, Muzeum Pałacu Króla Jana III w Wilanowie,
- Św. Mateusz z aniołami (ok. 1625) – Sarasota, Ringling Museum of Art,
- Św. Sebastian pielęgnowany przez św. Irenę – Rouen, Musée des Beaux-Arts,
- Vanitas – Stuttgart, Staatsgalerie,
- Wieczerza w Emaus – Poczdam, Pałac Sans-Souci,
- Wróżka (ok. 1625) – Paryż, Luwr,